# Henri Kontinen
Henri Kontinen (* 19. června 1990 Helsinky) je bývalý finský profesionální tenista, vítěz mužského deblu na Australian Open 2017 a Turnaji mistrů 2016 z Londýna, když v obou případech triumfoval s Australanem Johnem Peersem. Od dubna do listopadu 2017 byl ve dvou oddělených obdobích světovou jedničkou ve čtyřhře, celkově padesátou v pořadí a historicky první v jakékoli tenisové soutěži z Finska. Na čele strávil 26 týdnů.
Ve své kariéře na okruhu ATP World Tour vyhrál sedmnáct deblových turnajů. Na challengerech ATP a okruhu ITF získal pět titulů ve dvouhře a osmnáct ve čtyřhře. Je vítězem smíšené čtyřhry ve Wimbledonu 2016, kde triumfoval po boku domácí Heather Watsonové.
Na žebříčku ATP byl ve dvouhře nejvýše klasifikován v říjnu 2010 na 220. místě a ve čtyřhře pak v dubnu 2017 na 1. místě, když se do čela posunul po dohrání Miami Open 2017. Naposledy jej trénoval Chris Eaton.
Ve finském daviscupovém týmu debutoval v roce 2008 prvním kolem 2. skupiny zóny Evropy a Afriky proti Jihoafrické republice, v němž prohrál dvouhru i čtyřhru. Finové odešli poraženi 1:4 na zápasy. Do roku 2016 v soutěži nastoupil ke čtrnácti mezistátním utkáním s bilancí 6–4 ve dvouhře a 9–5 ve čtyřhře.
Během kariéry trénoval v tenisových centrech v Uppsale, Praze a akademii Nicka Bollettieriho ve floridském Bradentonu. Mladší bratr Micke Kontinen (nar. 1992) je také bývalým tenistou.

## Tenisová kariéra

### Juniorská kariéra
Na juniorce Grand Slamu získal titul ve čtyřhře French Open 2008, když s Indonésanem Christopherem Rungkatem ve finále zdolali německo-australský pár Jaan-Frederik Brunken a Matt Reid po hladkém průběhu 6–0 a 6–3.
O titul si také zahrál na juniorce Wimbledonu 2008, když z dvouhry odešel jako poražený finalista poté, co nestačil na Bulhara Grigora Dimitrova. Do třetího juniorského finále se probojoval na US Open 2008 opět v páru s Rungkatem. Tentokrát je však přehrála rakousko-německá dvojice Nikolaus Moser a Cedrik-Marcel Stebe po setech 6–7 a 6–3, až v supertiebreaku 10–8.
Na juniorském kombinovaném žebříčku ITF nejvýše figuroval v srpnu 2008 na 4. místě.

### 2014
V sezóně 2014 se probojoval do prvních třech finále okruhu ATP World Tour, a to vždy ve čtyřhře. Premiérový titul si odvezl ze srpnového Bet-at-home Cupu, hraného na antuce v Kitzbühelu.
V závěrečném zápasu s krajanem Jarkkem Nieminenem zdolali ve dvou setech pár Daniele Bracciali a Andrej Golubjev. Následně vytvořil stabilnější dvojici s Chorvatem Marinem Draganjou, s nímž skončil jako poražený finalista na halových turnajích Open de Moselle v Metách a basilejském Swiss Indoors.

## Finále na Grand Slamu

### Mužská čtyřhra: 2 (1–1)
| Stav      | Rok  | Turnaj          | Povrch | Spoluhráč  | Soupeři ve finále                   | Výsledek      |
| --------- | ---- | --------------- | ------ | ---------- | ----------------------------------- | ------------- |
| Vítěz     | 2017 | Australian Open | tvrdý  | John Peers | Bob Bryan Mike Bryan                | 7–5, 7–5      |
| Finalista | 2019 | Australian Open | tvrdý  | John Peers | Pierre-Hugues Herbert Nicolas Mahut | 4–6, 6–7(1–7) |

### Smíšená čtyřhra: 2 (1–1)
| Stav      | Rok  | Turnaj                        | Povrch | Spoluhráčka       | Soupeři ve finále                          | Výsledek      |
| --------- | ---- | ----------------------------- | ------ | ----------------- | ------------------------------------------ | ------------- |
| Vítěz     | 2016 | Wimbledon, Spojené království | tráva  | Heather Watsonová | Robert Farah Maksúd Anna-Lena Grönefeldová | 7–6(7–5), 6–4 |
| Finalista | 2017 | Wimbledon                     | tráva  | Heather Watsonová | Jamie Murray Martina Hingisová             | 4–6, 4–6      |

## Finále na okruhu ATP World Tour

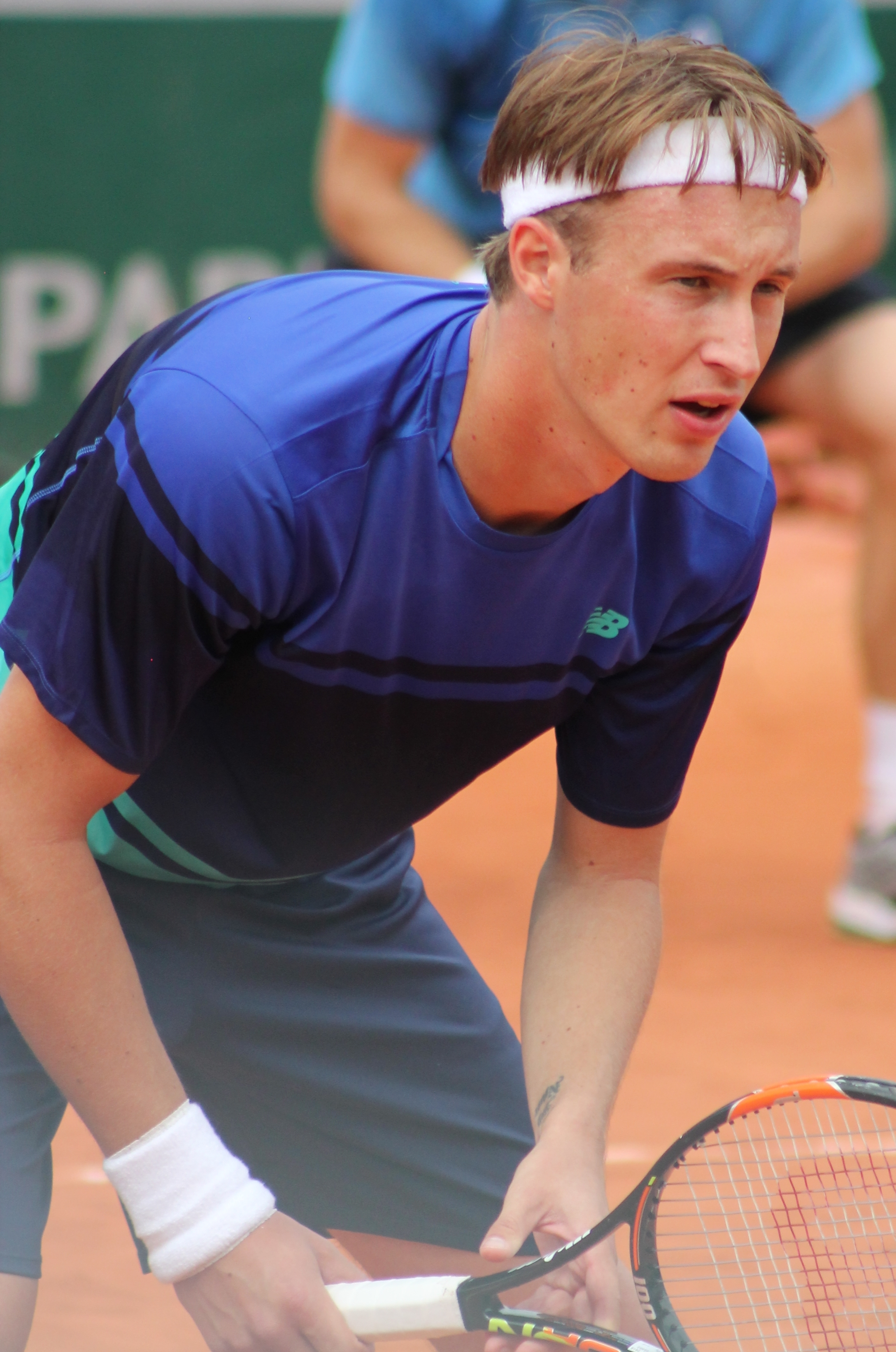
Během French Open 2016

| Legenda (před/od 2009)                                     |
| D – dvouhra; Č – čtyřhra                                   |
| Grand Slam (1–1 Č)                                         |
| Tennis Masters Cup / ATP World Tour Finals (2–0 Č)         |
| ATP Masters Series / ATP World Tour Masters 1000 (3–1 Č)   |
| ATP International Series Gold / ATP World Tour 500 (6–2 Č) |
| ATP International Series / ATP World Tour 250 (12–2 Č)     |

### Čtyřhra: 30 (24–6)
| Stav      | č.  | datum              | turnaj                                    | povrch    | spoluhráč              | soupeři ve finále                    | výsledek                |
| --------- | --- | ------------------ | ----------------------------------------- | --------- | ---------------------- | ------------------------------------ | ----------------------- |
| Vítěz     | 1.  | 2. srpna 2014      | Kitzbühel, Rakousko                       | antuka    | Jarkko Nieminen        | Daniele Bracciali Andrej Golubjev    | 6-1, 6-4                |
| Finalista | 1.  | 21. září 2014      | Mety, Francie                             | tvrdý (h) | Marin Draganja         | Mariusz Fyrstenberg Marcin Matkowski | 7–6(7–3), 3–6, [8–10]   |
| Finalista | 2.  | 26. října 2014     | Basilej, Švýcarsko                        | tvrdý (h) | Marin Draganja         | Vasek Pospisil Nenad Zimonjić        | 6-7(13-15), 6-1, [5-10] |
| Vítěz     | 2.  | 8. února 2015      | Záhřeb, Chorvatsko                        | tvrdý (h) | Marin Draganja         | Fabrice Martin Purav Raja            | 6-4, 6-4                |
| Vítěz     | 3.  | 22. února 2015     | Marseille, Francie                        | tvrdý (h) | Marin Draganja         | Colin Fleming Jonathan Marray        | 6–4, 3–6, [10–8]        |
| Vítěz     | 4.  | 26. dubna 2015     | Barcelona, Španělsko                      | antuka    | Marin Draganja         | Jamie Murray John Peers              | 6-3, 6-7(6–8), [11–9]   |
| Finalista | 3.  | 8. srpna 2015      | Kitzbühel, Rakousko                       | antuka    | Robin Haase            | Nicolás Almagro Carlos Berlocq       | 7–5, 3–6, [9–11]        |
| Vítěz     | 5.  | 27. září 2015      | Petrohrad, Rusko                          | tvrdý (h) | Treat Conrad Huey      | Julian Knowle Alexander Peya         | 7–5, 6–3                |
| Vítěz     | 6.  | 4. října 2015      | Kuala Lumpur, Malajsie                    | tvrdý (h) | Treat Conrad Huey      | Raven Klaasen Rajeev Ram             | 7–6(7–4), 6–2           |
| Vítěz     | 7.  | 10. ledna 2016     | Brisbane, Austrálie                       | tvrdý     | John Peers             | James Duckworth Chris Guccione       | 7–6(7–4), 6–1           |
| Vítěz     | 8.  | 1. května 2016     | Mnichov, Německo                          | antuka    | John Peers             | Juan Sebastián Cabal Robert Farah    | 6–3, 3–6, [10–7]        |
| Vítěz     | 9.  | 17. července 2016  | Hamburk, Německo                          | antuka    | John Peers             | Daniel Nestor Ajsám Kúreší           | 7–5, 6–3                |
| Vítěz     | 10. | 27. srpna 2016     | Winston-Salem, Spojené státy              | tvrdý     | Guillermo García-López | Andre Begemann Leander Paes          | 4–6, 7–6(8–6), [10–8]   |
| Vítěz     | 11. | 25. září 2016      | Petrohrad, Rusko (2)                      | tvrdý (h) | Dominic Inglot         | Andre Begemann Leander Paes          | 4–6, 6–3, [12–10]       |
| Finalista | 4.  | 16. října 2016     | Šanghaj, ČLR                              | tvrdý     | John Peers             | John Isner Jack Sock                 | 4–6, 4–6                |
| Vítěz     | 12. | 6. listopadu 2016  | Paříž, Francie                            | tvrdý (h) | John Peers             | Pierre-Hugues Herbert Nicolas Mahut  | 6–4, 3–6, [10–6]        |
| Vítěz     | 13. | 20. listopadu 2016 | Turnaj mistrů, Londýn, Spojené království | tvrdý (h) | John Peers             | Raven Klaasen Rajeev Ram             | 2–6, 6–1, [10–8]        |
| Vítěz     | 14. | 28. ledna 2017     | Australian Open, Melbourne, Austrálie     | tvrdý     | John Peers             | Bob Bryan Mike Bryan                 | 7–5, 7–5                |
| Vítěz     | 15. | 6. srpna 2017      | Washington, D.C., Spojené státy           | tvrdý     | John Peers             | Łukasz Kubot Marcelo Melo            | 7–6(7–5), 6–4           |
| Vítěz     | 16. | 8. října 2017      | Peking, ČLR                               | tvrdý     | John Peers             | John Isner Jack Sock                 | 6–3, 3–6, [10–7]        |
| Vítěz     | 17. | 15. října 2017     | Šanghaj, ČLR                              | tvrdý     | John Peers             | Łukasz Kubot Marcelo Melo            | 6–4, 6–2                |
| Vítěz     | 18. | 19. listopadu 2017 | Turnaj mistrů, Londýn, Spojené království | tvrdý (h) | John Peers             | Łukasz Kubot Marcelo Melo            | 6–4, 6–2                |
| Vítěz     | 19. | 28. ledna 2018     | Brisbane, Austrálie                       | tvrdý     | John Peers             | Leonardo Mayer Horacio Zeballos      | 3–6, 6–3, [10–2]        |
| Vítěz     | 20. | 24. června 2018    | Londýn, Spojené království                | tráva     | John Peers             | Jamie Murray Bruno Soares            | 6–4, 6–3                |
| Vítěz     | 21. | 12. srpna 2018     | Montréal a Toronto, Kanada                | tvrdý     | John Peers             | Michael Venus Raven Klaasen          | 6–2, 6–7(7–9), [10–6]   |
| Finalista | 5.  | 27. ledna 2019     | Australian Open                           | tvrdý     | John Peers             | Pierre-Hugues Herbert Nicolas Mahut  | 4–6, 6–7(1–7)           |
| Vítěz     | 22. | 19. února 2019     | Rotterdam, Nizozemsko                     | tvrdý (h) | Jérémy Chardy          | Jean-Julien Rojer Horia Tecău        | 7–6(7–5), 7–6(7–4)      |
| Vítěz     | 23. | 20. října 2019     | Stockholm, Švédsko                        | tvrdý (h) | Édouard Roger-Vasselin | Mate Pavić Bruno Soares              | 6–4, 6–2                |
| Finalista | 6.  | 16. února 2020     | Rotterdam, Nizozemsko                     | tvrdý (h) | Jan-Lennard Struff     | Pierre-Hugues Herbert Nicolas Mahut  | 6–7(5–7), 6–4, [7–10]   |
| Vítěz     | 24. | 28. února 2021     | Montpellier, Francie                      | tvrdý (h) | Édouard Roger-Vasselin | Jonatan Erlich Andrej Vasiljevskij   | 6–2, 7–5                |

## Tituly na okruhu Futures
| Legenda             |
| ------------------- |
| Futures (5 D; 18 Č) |

### Dvouhra (5 titulů)
| č. | rok  | turnaj                        | povrch    | soupeř ve finále | výsledek           |
| -- | ---- | ----------------------------- | --------- | ---------------- | ------------------ |
| 1. | 2009 | Vilnius, Litva                | antuka    | Timo Nieminen    | 6–1, 6–3           |
| 2. | 2009 | Cardiff, Spojené království   | tvrdý (h) | Yannick Mertens  | 7–6(7–4), 7–5      |
| 3. | 2010 | Sarajevo, Bosna a Hercegovina | koberec   | Alexander Peya   | 6–3, 7–6(7–4)      |
| 4. | 2010 | Danderyd, Švédsko             | tvrdý (h) | Timo Nieminen    | 6–3, 6–4           |
| 5. | 2010 | Falun, Švédsko                | tvrdý (h) | Timo Nieminen    | 6–3, 3–6, 7–6(7–5) |

## Tituly na challengerech ATP Tour
| Legenda            |
| ------------------ |
| Challengery (18 Č) |

### Čtyřhra (18 titulů)
| č. | datum              | turnaj       | povrch        | spoluhráč          | soupeři ve finále                     | výsledek                |
| -- | ------------------ | ------------ | ------------- | ------------------ | ------------------------------------- | ----------------------- |
| 1. | 14. listopadu 2010 | Loughborough | tvrdý         | Frederik Nielsen   | Jordan Kerr Ken Skupski               | 6–2, 6–4                |
| 2. | 28. července 2013  | Tampere      | antuka        | Goran Tošić        | Ruben Gonzales Chris Letcher          | 6–4, 6–4                |
| 3. | 9. listopadu 2013  | Bratislava   | tvrdý (h)     | Andreas Siljeström | Gero Kretschmer Jan-Lennard Struff    | 7–6(8–6), 6–2           |
| 4. | 16. listopadu 2013 | Helsinki     | tvrdý (h)     | Jarkko Nieminen    | Dustin Brown Philipp Marx             | 7–5, 5–7, [10-5]        |
| 5. | 26. ledna 2014     | Heilbronn    | tvrdý (h)     | Tomasz Bednarek    | Ken Skupski Neal Skupski              | 3–6, 7–6 (7–3), [12-10] |
| 6. | 24. února 2014     | Cherbourg    | tvrdý (h)     | Konstantin Kravčuk | Pierre-Hugues Herbert Albano Olivetti | 6–4, 6–7(3–7), [10-7]   |
| 7. | 14. dubna 2014     | Sarasota     | zelená antuka | Marin Draganja     | Rubén Ramírez Hidalgo Franko Škugor   | 7–5, 5–7, [10-6]        |
| 8. | 16. listopadu 2014 | Helsinki     | tvrdý (h)     | Jarkko Nieminen    | Jonathan Marray Philipp Petzschnerx   | 7–6(7–2), 6-2           |